# Aleksis Cipras
Aleksis Cipras (grč. Αλέξης Τσίπρας; Atena, 28. srpnja 1974.) grčki političar, premijer Grčke od 26. siječnja 2015. godine. do 8. srpnja 2019. godine.

## Životopis
Aleksis Cipras dolazi iz imućne obitelji, njegov otac Pavlos Cipras građevinski poduzetnik dobivao je unosne poslove javnih radova financirane iz državnog budžeta čak i za vrijeme grčke 7-godišnje vojne hunte. Pad vojne hunte nije ništa promijenio, Cipras stariji nastavio je dobro privređivati za svoju obitelj dok je socijalistička Grčka tonula u bezdan dugovanja.
Cipras mlađi još se u srednjoj školi učlanio u Komunističku mladež Grčke (Κομμουνιστική Νεολαία Ελλάδας - KNE). Studirao je građevinu, diplomirao je 2000. godine. Nakon što se isčlanio iz Komunističke mladeži postao je politički tajnik mladeži lijeve koalicije Synaspismosa u svibnju 1999. godine. 
Samo 4 godine nakon što je u siječnju 2004. osnovana Koalicija radikalne ljevice (Syriza), 2008. godine dotadašnji predsjednik Alekos Alavanos se povlači, i Cipras postaje predsjednik Syrize. Izabran je u grčki parlament 2009. godine. Na izborima 2012. Syriza dobiva više od 22 % glasova, a Cipras postaje šef oporbe. Na izborima 2015. pobjeđuje u koaliciji sa strankom Nezavisni Grci, te postaje najmlađi premijer Grčke u njenoj demokratskoj povijesti (od 1865. godine).

### Cipras premijer
Grčki dugovi Ciprasu su težak uteg, u predizbornoj kampanji obećao je ukidanje mjera štednje: Nova vlada u Ateni od prvog je dana jasno isticala da ne namjerava popustiti kada je posrijedi izborno obećanje o ukidanju mjera štednje koje je prihvatila prethodna vlada.
U prvih šest mjeseci vladanja pokazao se nepouzdanim: U pregovorima je neiskren i nevjerodostojan, potpisuje i obećava jedno a onda po povratku u Atenu radi dijametralno suprotno. Cipras je došao na vlast bez ikakvog rezultata iza sebe, bilo u poslu ili u politici, i naoružan tek neiskustvom, ignorancijom, i majicama s likom Che Guevare krenuo u rat protiv cijele EU i cijeloga svijeta.
Nakon što se približio (i kasnije istekao) rok za otplatu 1,6 milijardi eura duga MMF-u, čime je Grčka postala prva razvijena zemlja u tehničkom bankrotu, raspisan je referendum. U nedjelju 5. srpnja 2015. održat će se referendum na kome će građani Grčke odlučiti žele li prihvatiti natrag mjere štednje (u obliku plana Europske komisije, MMF-a i Europske središnje banke), ili ne žele štedjeti, što će zasigurno imati svoje posljedice.